# Rainer Ohlhauser
Rainer Ohlhauser, né le 6 janvier 1941 à Dilsberg (de), surnommé Oki, est un ancien footballeur international allemand, qui joue notamment pour le FC Bayern München de 1961 à 1970.

## Biographie

### Joueur
Ohlhauser apprend le métier de serrurier, qu'il exerce en parallèle de la première année de sa carrière de footballeur à Munich. Le FCB évolue alors en Regionalliga et n'est pas encore professionnel.
Avec le Bayern Munich, il dispute 160 matchs en Bundesliga, inscrivant 64 buts, 71 matchs en Regionalliga Sud, inscrivant 75 buts, et enfin 55 matchs en Oberliga Sud, marquant 47 buts. Il réalise sa meilleure performance lors de la saison 1965-1966, où il inscrit 42 buts en Regionalliga Sud (deuxième division).
Il remporte notamment une Coupe d'Europe des vainqueurs de Coupe, un championnat d'Allemagne et trois Coupes d'Allemagne avec le Bayern Munich.
Il joue par la suite en faveur du Grasshopper Club Zurich de 1970 à 1975, où il remporte un titre de champion de Suisse.
Il dispute au cours de sa carrière 37 matchs dans les compétitions européennes : 6 en Coupe d'Europe des clubs champions (un but), 15 en Coupe de l'UEFA (un but), et enfin 16 en Coupe d'Europe des vainqueurs de Coupe (4 buts).
Rainer Ohlhauser reçoit une sélection en équipe d'Allemagne. Il s'agit d'une rencontre disputée le 18 décembre 1968 contre le Chili à Ñuñoa (défaite 2-1).

### Entraîneur
Après sa carrière de joueur, Rainer Ohlhauser dirige les joueurs du FC Winterthour puis ceux du FC Bâle.

## Carrière

### Joueur
- 1958-1961 :  SV Sandhausen
- 1961-1970 :  Bayern Munich
- 1970-1975 :  Grasshopper Club Zurich

### Entraîneur
- 1975-1976 :  FC Winterthour
- 1982-1983 :  FC Bâle

## Palmarès
- Vainqueur de la Coupe d'Europe des vainqueurs de Coupe en 1967 avec le Bayern Munich
- Champion d'Allemagne en 1969 avec le Bayern Munich
- Vainqueur de la Coupe d'Allemagne (DFB-Pokal) en 1966, 1967 et 1969 avec le Bayern Munich
- Champion de Regionalliga Sud en 1965 avec le Bayern Munich
- Champion de Suisse en 1971 avec le Grasshopper Club Zurich

## Décorations
- Silbernes Lorbeerblatt 1967